# Jānis Birks

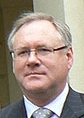
Jānis Birks (2008)

Jānis Birks (* 31. Juli 1956 in Riga, Lettische Sozialistische Sowjetrepublik) ist ein lettischer Politiker. Vom 19. Februar 2007 bis zum 1. Juli 2009 bekleidete er das Amt des Bürgermeisters von Riga.

## Leben
Jānis Birks studierte von 1974 bis 1981 Medizin an der Universität Lettlands in Riga, wo er sich auf Anästhesiologie spezialisierte. in den 1990er Jahren bildete er sich in den Bereichen Gesundheits- und Finanzmanagement weiter, leitete bis 2005 das Basin-Krankenhaus und stieg zu einem Vorstandsmitglied der Lettischen Gesellschaft für Medizin (Latvijas ārstu biedrība) und des Lettischen Krankenhausverbandes (Latvijas slimnīcu biedrība) auf. Im Jahr 2001 wurde er Mitglied des Stadtrates von Riga und war von 2005 bis 2007 einer der drei Vizebürgermeister der Stadt.
Nachdem Bürgermeister Aivars Aksenoks vorzeitig aus dem Amt geschieden war, wurde Birks 2007 zum neuen Bürgermeister gewählt. Bei den Wahlen des Jahres 2009 gelang seiner Partei Tēvzemei un Brīvībai/LNNK jedoch – wider Erwarten – nicht der erneute Einzug in den Stadtrat. Birks zog sich daraufhin weitgehend aus der Politik zurück.